# Megyehíd, Vas
Megyehíd  este un sat în districtul Sárvár, județul Vas, Ungaria, având o populație de 326 de locuitori (2011). 

## Demografie
Componența etnică a satului Megyehíd
     Maghiari (100%)
Componența confesională a satului Megyehíd
     Romano-catolici (78,53%)
     Fără religie (2,45%)
     Reformați (1,84%)
     Necunoscută (17,18%)
Conform recensământului din 2011, satul Megyehíd avea 326 de locuitori. Din punct de vedere etnic, majoritatea locuitorilor (100,0%) erau maghiari.  Din punct de vedere confesional, majoritatea locuitorilor (78,53%) erau romano-catolici, existând și minorități de persoane fără religie (2,45%) și reformați (1,84%). Pentru 17,18% din locuitori nu este cunoscută apartenența confesională.